# Liste der Naturdenkmale in Kelsterbach
Die Liste der Naturdenkmale in Kelsterbach nennt die im Gebiet der Stadt Kelsterbach im Kreis Groß-Gerau in Hessen gelegenen Naturdenkmale.
| Bild            | Bezeichnung                                   | Ortsteil, Lage                                          | Beschreibung | Art      | Nr. |
| --------------- | --------------------------------------------- | ------------------------------------------------------- | ------------ | -------- | --- |
| Fotos hochladen | 1 Platane an der Gaststätte „Zum grünen Baum“ | Kelsterbach, Mainstraße 54 50° 4′ 12,3″ N, 8° 31′ 40″ O |              | Platane  | 022 |
| Fotos hochladen | 1 Kastanie in der Untergasse 5                | Kelsterbach, Untergasse 5 50° 4′ 6,6″ N, 8° 31′ 50,9″ O |              | Kastanie | 041 |

## Belege
1. ↑  Naturdenkmale im Kreis Groß-Gerau. (pdf; 39 kB) Der Kreis Groß-Gerau, 15. Januar 2014, archiviert vom Original (nicht mehr online verfügbar) am 15. Februar 2016; abgerufen am 24. Januar 2016.
2. ↑  
Naturdenkmale im Kreis Groß-Gerau Karte Nord. (pdf; 451 kB) Der Kreis Groß-Gerau, 15. Januar 2014, abgerufen am 24. Januar 2016.

- Karte mit allen Koordinaten:
- OSM |
- WikiMap